# (8157) 1988 XG2
A (8157) 1988 XG2 a Naprendszer kisbolygóövében található aszteroida. Y. Oshima fedezte fel 1988. december 15-én.